# Стадион Сем Бојд
Стадион Сем Бојд (енгл. Sam Boyd Stadium) је стадион у месту Витни (Невада), у Сједињеним Америчким Државама, који се користи углавном за амерички фудбал, тако да на њему играју колеџ тимови, али користи се и за фудбал и за рагби седам.
Један од турнира светске серије у рагбију седам игра се на овом стадиону. Стадион Сем Бојд је капацитета 40 000 седећих места, а назив је добио по бизнисмену из Лас Вегаса.